# Kupfermantel-Sultanspecht
Der Kupfermantel-Sultanspecht (Chrysocolaptes lucidus) oder Sultanspecht ist eine Vogelart aus der Familie der Spechte (Picidae). Die mittelgroße Spechtart besiedelt sehr lückenhaft mit zahlreichen geografisch voneinander isolierten (disjunkten) Vorkommen weite Teile Südostasiens. Für die extrem variable Art werden zahlreiche Unterarten anerkannt. Kupfermantel-Sultanspechte sind an Wald gebunden und bevorzugen eher feuchte Laubwälder und immergrüne Wälder. Die fast ausschließlich auf großen und totholzreichen Bäumen gesuchte Nahrung besteht vorwiegend aus großen Raupen, Larven holzbewohnender Käfer sowie Ameisen und deren Puppen. Die Art ist in ihrem großen Verbreitungsgebiet häufig und wird trotz offenbar rückläufiger Bestände von der IUCN noch als nicht gefährdet („least concern“) eingestuft.

## Beschreibung
Kupfermantel-Sultanspechte sind mittelgroße Spechte mit einer ausgeprägten Federhaube und einem langen, meißelförmig zugespitzten und an der Basis breiten Schnabel. Der Schnabelfirst ist nur ganz leicht nach unten gebogen. Die Körperlänge beträgt etwa 28–34 cm, das Gewicht bei großer Variabilität je nach Unterart 110–233 g. Sie sind damit etwa so groß wie ein Grünspecht, im Habitus und auch hinsichtlich der Lebensweise ähneln sie jedoch mehr dem Schwarzspecht. Die Art ist bezüglich Färbung und Zeichnung extrem variabel und zeigt außerdem hinsichtlich der Färbung einen deutlichen Geschlechtsdimorphismus. Bei allen Unterarten sind unterer Rücken und Bürzel blutrot, die Oberschwanzdecken sind ebenso wie die Schwanzoberseite schwarz und die Schwanzunterseite ist braunschwarz. Die meisten Unterarten zeigen außerdem einen weißen oder überwiegend weißen Nacken und einen ebenso gefärbten obersten Rücken. Der übrige Rücken, die Oberflügeldecken und die Schirmfedern sind einfarbig gold-oliv oder dunkelrot, der Bartstreif ist meist doppelt ausgebildet. Bei den Männchen ist mindestens der Oberkopf leuchtend rot, bei den Weibchen ist der Oberkopf andersfarbig und bei den meisten Unterarten entspricht dessen Färbung weitgehend der des übrigen Kopfes.

## Lautäußerungen
Vor allem im Flug äußern die Tiere kürzere oder längere Rufreihen wie „kauk-kauk“, „kii-djuu-kauw“ oder nur einzeln „kauw“; diese Rufe sind denen des Schwarzspechts ähnlich. Ein variabler, als „Rasselruf“ bezeichneter Ruf besteht aus schnell gereihten, metallisch oder insektenartig klingenden Lauten wie „di-di-di-di-di“ oder „tibittitititit“ und wird sowohl im Flug als auch sitzend geäußert. In der Nähe von Artgenossen rufen die Tiere gereiht etwa wie „t-wuit-wuit“. Wohl vor allem zu Beginn der Brutsaison wird laut getrommelt, die Trommelreihe dauert etwa zwei Sekunden, ihre Lautstärke nimmt erst zu und dann wieder ab.

## Verbreitung

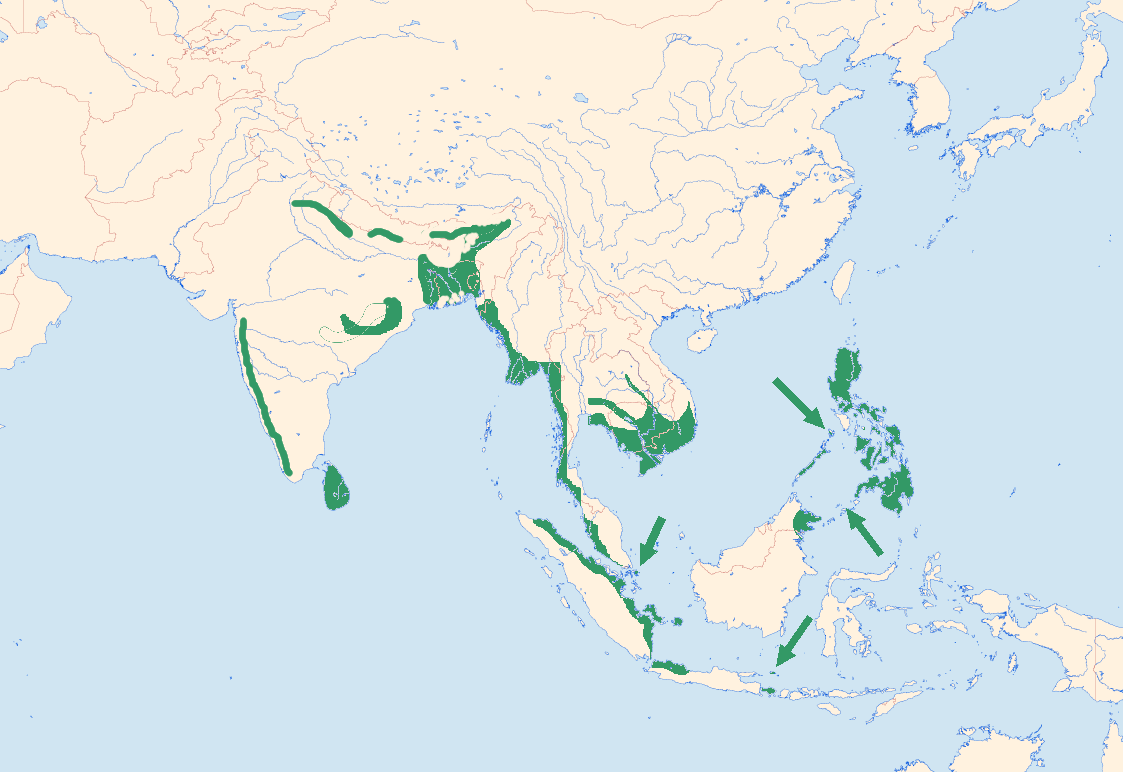
Das disjunkte Verbreitungsgebiet des Kupfermantel-Sultanspechts

Diese Spechtart besiedelt sehr lückenhaft mit vielen geografisch voneinander isolierten (disjunkten) Vorkommen weite Teile Südostasiens einschließlich zahlreicher Inseln. Das Verbreitungsgebiet reicht in West-Ost-Richtung vom Westen Indiens und dem Süden Nepals  bis zu den Philippinen, in Nord-Süd-Richtung von Nepal und dem Süden Yunnans in China bis Sri Lanka, bis in den Osten Javas und bis Bali. Die Größe des Gesamtverbreitungsgebietes wird auf etwa 2,89 Mio. km² geschätzt.

## Systematik
Für die extrem variable Art wurden zahlreiche Unterarten beschrieben. Winkler und Christie erkennen 13 Unterarten an, die hier entsprechend ihrer Verbreitung etwa von West nach Ost gelistet werden.

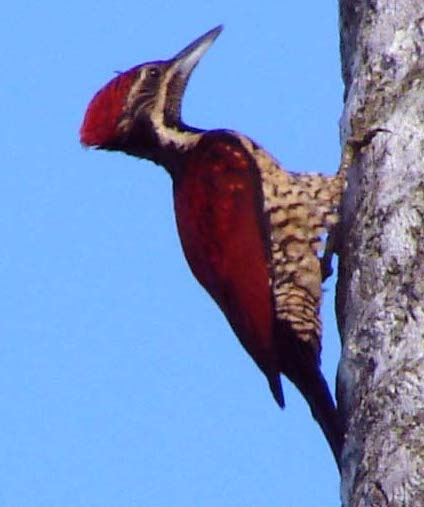
Chrysocolaptes l. stricklandi, Männchen auf Sri Lanka

- Chrysocolaptes lucidus guttacristatus (Tickell, 1833) – vom Nordwesten Indiens und Nepal nach Osten bis Yunnan und nach Süden bis Indochina. Größte Unterart. Rücken, Oberflügeldecken und die Schirmfedern sind gold-oliv oder gold-grün, die Schwingen sind schwärzlich mit weißen Flecken auf den Innenfahnen, die Außenfahnen der Armschwingen sind ebenfalls gold-oliv. Die Unterseite des Rumpfes ist weiß oder bräunlich weiß mit schwarzen Federspitzen und Flecken, die schwarzen Zeichnungen sind auf unterer Kehle und Brust am intensivsten und werden auf Bauch und Unterschwanzdecken schmaler und mehr braun. Die Unterflügel sind auf braunem Grund weiß gefleckt und gebändert. Der Schnabel ist schwärzlich, schwarzbraun oder dunkelgrau, Beine und Zehen sind grünlich braun. Die Iris ist creme-weiß bis gelblich, auf dem äußeren Ring der Iris mehr orange. Männchen haben eine olivbraune vordere Stirn, die übrige Stirn, Oberkopf und Haube sind rot und nach unten schmal schwarz gerandet. Ein breiter, weißer Überaugenstreif zieht sich vom oberen Augenrand bis zum Hinterkopf, darunter verläuft ein breiter schwarzer Augenstreif knapp vor dem Auge beginnend bis zum Nacken. Der wiederum weiße Zügelstreif beginnt an der Schnabelbasis und zieht nach hinten bis zu den weißen Halsseiten. Der weiße Bartstreif ist oben und unten schmal schwarz begrenzt, die beiden schwarzen Linien vereinen sich am Hinterende des Bartstreifs und laufen auf den vorderen Halsseiten aus. Kinn und obere Kehle sind weiß mit einer schwarzen Mittellinie. Der obere Nacken ist schwarz, der untere Nacken und der oberste Rücken sind weiß oder weißlich, der oberste Rücken ist auf diesem Grund in variablem Umfang schwarz gezeichnet. Weibchen fehlt die rote Oberkopffarbe; obere Stirn, Oberkopf und Haube sind schwarz mit runden weißen Flecken.
- Chrysocolaptes l. socialis Koelz, 1939 – entlang der Westküste Indiens. Sehr ähnlich voriger Unterart, aber etwas kleiner, die Oberseite ist etwas dunkler und mehr oliv, die Rotfärbung des Unterrückens ist weiter nach oben ausgedehnt.
- Chrysocolaptes l. stricklandi (E. L. Layard, 1854) – Sri Lanka. Kleiner als vorige Unterart, die Oberseite ist einfarbig dunkelrot, die Schwarzfärbung der Kopf- und Halsseiten ist ausgedehnter, der weiße Überaugenstreif viel schmaler und beim Weibchen nur undeutlich erkennbar. Die Iris ist fast weiß, der Schnabel blassgrau. Diese Unterart wird von der International Ornithologist's Union als eigene Art Chrysocolaptes stricklandi anerkannt[3], diese Abtrennung wird jedoch noch nicht allgemein anerkannt.[4]
- Chrysocolaptes l. indomalayicus Hesse, 1911 (Syn.: Chrysocolaptes l. chersonesus Kloss, 1918) – Malaysia, Singapur, Sumatra, West- und Zentral-Java. Sehr ähnlich Chrysocolaptes l. socialis, aber kleiner, der weiße Überaugenstreif ist breiter und die schwarzen Zeichnungen auf der Rumpfunterseite sind intensiver.
- Chrysocolaptes l. andrewsi Amadon, 1943 – Nordosten Borneos. Ähnlich voriger Unterart, aber größer, die dunklen Zeichnungen auf der Rumpfunterseite sind eher braun als schwarz, die Flanken sind stärker gebändert.
- Chrysocolaptes l. strictus (Horsfield, 1821) – Osten Javas. Klein, die Oberseite ist gelblich grün, der untere Rücken düster rot mit angedeuteten Bändern oder Flecken, die hellen Partien an Kopf, Hals und Brust zeigen einen deutlichen bräunlichen Ton. Weibchen haben einen goldgelben bis orangegelben Oberkopf. Der Schnabel ist grau, die Iris sehr dunkel rötlich braun.
- Chrysocolaptes l. kangeanensis Hoogerwerf, 1963 – Küste Ostjavas, Bali und Kangeaninseln. Ähnlich wie vorige Unterart, aber kleiner, der untere Rücken ist leuchtender rot, die schwarzen Gesichtszeichnungen sind reduziert, die dunklen Zeichnungen auf der Rumpfunterseite sind schmaler und eher braun, Weibchen haben ebenfalls einen goldgelben Oberkopf.

Die folgenden 6 Unterarten sind Endemiten der Philippinen, sie sind relativ klein und die Iris ist leuchtend rot.
- Chrysocolaptes l. erythrocephalus Sharpe, 1877 – Balabac, Palawan und Calamian-Inseln. Einzige Unterart der Philippinen mit goldgrüner und leicht rot getönter Oberseite. Die Rotfärbung des Rückens ist weit nach oben ausgedehnt und mit angedeuteter dunkler Bänderung, die dunklen Zeichnungen auf der Rumpfunterseite sind sehr schmal. Kopf- und Halsfärbung weichen stark von den bisher beschriebenen Unterarten ab. Beim Männchen ist der gesamte Kopf fast einfarbig rot mit einem dunklen Fleck auf den unteren Ohrdecken und einem schmalen schwarzen Bartstreif, der Hals ist auf weißem Grund schmal schwarz längsgestreift. Beim Weibchen ist der Kopf mehr braunrot, Oberkopf und Haube zeigen blassgoldene Flecke.
- Chrysocolaptes l. lucidus (Scopoli, 1786) – Basilan und Zamboanga-Halbinsel. Die Oberseite ist rot, die Rumpfunterseite ist kräftig und breit dunkel gezeichnet. Die Grundfarbe von Kopf, Hals und oberer Brust ist nicht weiß, sondern rötlich hellbraun. Stirn, Oberkopf und Haube des Männchens sind rot, beim Weibchen dunkel olivbraun bis rötlich mit dunkel goldenen Flecken.
- Chrysocolaptes l. montanus Ogilvie-Grant, 1905 – größter Teil von Mindanao. Ähnlich voriger Unterart, aber etwas kleiner, mit mehr goldener oder gelb getönter Oberseite, die dunkle Unterseitenzeichnung ist mehr braun als schwarz.
- Chrysocolaptes l. rufopunctatus Hargitt, 1889 – Bohol, Leyte, Samar und Panaon. Sehr ähnlich C. l. lucidus, aber der schwarz eingefasste Bartstreif des Männchens ist meist blassrot.
- Chrysocolaptes l. xanthocephalus Walden & E. L. Layard, 1872 – Negros, Guimaras, Panay, Masbate und Ticao. Klein und in der Färbung stark abweichend. Oberkopf und Haube des Männchens sind rot, Kopfseiten, Hals und gesamte Rumpfunterseite sind goldgelb, die dunklen Zeichnungen sind auf Vorderhals und Brust beschränkt. Beim Weibchen ist der Kopf einfarbig gelb, häufig zeigt die Haube einen Orangeton. Schnabel und Beine sind bei beiden Geschlechtern blass graugelb.
- Chrysocolaptes l. haematribon (Wagler, 1827) – Luzon, Polillo-Archipel und Marinduque. Die dunkelrote Oberseite zeigt häufig einen Olivton, die hintere Rumpfunterseite einen hellbräunlichen Ton und darauf eine undeutliche, graubraune Bänderung. Oberkopf und Haube des Männchens sind rot, die Kopfseiten und der Hals sind recht einheitlich auf weißem Grund kräftig dunkel geschuppt und gefleckt. Beim Weibchen ist der gesamte Kopf schwärzlich mit kräftiger weißer Fleckung auf Oberkopf und Haube.

## Lebensraum
Kupfermantel-Sultanspechte sind an Wald gebunden und bevorzugen eher offene, feuchte Laubwälder und immergrüne Wälder mit alten Bäumen und viel stehendem Totholz. Das Spektrum der besiedelten Habitate ist ansonsten recht breit und umfasst Urwälder, ältere Sekundärwälder, Galeriewälder, Mangrove und auch ältere Plantagen. Die bewohnten Lebensräume sind je nach Region unterschiedlich, so wird Mangrove auf dem Indischen Subkontinent weitgehend gemieden, während die Art auf der Malaiischen Halbinsel sowie auf Sumatra und Borneo weitestgehend auf Mangrove beschränkt ist.
Die Tiere kommen von Meereshöhe bis in Gebirge vor, auch bezüglich der Höhenverbreitung bestehen jedoch deutliche geografische Unterschiede. In Sri Lanka reicht die Besiedlung bis in 2100 m Höhe, in Indien bis 1800 m und in Nepal bis 900 m, in Südostasien nur bis 1200 m und auf den Philippinen von Meereshöhe bis zur Höhengrenze des Vorkommens von Flügelfruchtgewächsen (Dipterocarpaceae) in 600 bis 1500 m Höhe.

## Ernährung
Die fast ausschließlich an großen und totholzreichen Bäumen gesuchte Nahrung besteht überwiegend aus Insekten, vor allem aus großen Raupen, Larven holzbewohnender Käfer sowie Ameisen und deren Puppen. Gelegentlich trinken die Tiere auch Nektar. Die Nahrung wird überwiegend an Stämmen und größeren Ästen hackend erlangt, selten durch Ablesen. Kupfermantel-Sultanspechte hacken dabei Löcher in das Holz oder entfernen mit kräftigen seitlichen Hieben große Rindenstücke, um dann nach Beute zu stochern. Bei günstigen Gelegenheiten jagen die Tiere auch vom Ansitz aus Fluginsekten, zum Beispiel schwärmende Termiten.

## Fortpflanzung
Kupfermantel-Sultanspechte leben in Paaren, die Partner halten durch regelmäßige Rufe Kontakt miteinander. Die Brutzeit ist je nach Verbreitungsgebiet unterschiedlich. Im Norden Indiens brüten Kupfermantel-Sultanspechte von März bis Mai, in Südindien von Dezember bis März, in Sri Lanka von August bis April, auf den Großen Sundainseln von Juli bis November und auf den Philippinen von Februar bis August. Die Höhlen werden in Bäumen aller Art in Höhen zwischen 2 und 20 m angelegt, häufig in Stämmen lebender Bäume mit weichem Holz. Der Eingang ist senkrecht oval. Die Höhle wird von beiden Partnern gebaut, die dafür vier Wochen benötigen können. Das Gelege besteht im Norden des Verbreitungsgebietes aus 4 bis 5, im Süden des Areals nur aus 2 Eiern, die von beiden Eltern 14–15 Tage lang bebrütet werden. Die Jungvögel fliegen nach 24–26 Tagen aus und bleiben danach noch einige Wochen bei den Eltern, möglicherweise bis zu den Vorbereitungen für die nächste Brut.
Auf Sri-Lanka nutzt der Ceylon-Grautoko, eine der Arten aus der Familie der Nashornvögel, gelegentlich verlassene Bruthöhlen des Kupfermantel-Sultanspechts für das eigene Brutgeschäft. Der Eingang der Bruthöhlen, die der Kupfermantel-Sultanspecht gezimmert hat, sind gerade groß genug, dass das Weibchen des Ceylon-Grautokos hineinschlüpfen kann.

## Bestand und Gefährdung
Angaben zur Größe des Weltbestandes gibt es nicht. Der Bestand ist anscheinend rückläufig, die Art wird aber in ihrem großen Verbreitungsgebiet als häufig oder zumindest als lokal häufig beschrieben und von der IUCN daher noch als ungefährdet („least concern“) eingestuft.